# Tetraedro di Tartaglia
In matematica, il tetraedro di Tartaglia o piramide di Pascal è una rappresentazione tridimensionale che mostra lo sviluppo dei coefficienti trinomiali. La forma piramidale è analoga a quella del bidimensionale triangolo di Tartaglia. Ogni coefficiente è determinato dalla somma dei tre coefficienti soprastanti (giacenti sul piano superiore).

## Struttura del tetraedro
Considerando che il tetraedro è un oggetto tridimensionale risulta complesso rappresentarlo su un foglio di carta o sullo schermo di un computer. Si consideri allora il tetraedro come suddivisibile in diversi piani o livelli di lettura. Il primo livello, corrispondente al vertice della piramide, corrisponderà al "livello 0". Ogni livello sottostante può essere immaginato come una proiezione vista dall'alto del tetraedro privato dei piani superiori. Di seguito sono evidenziati i primi sei livelli:
| Livello 0 |
| 1         |

| Livello 1 |   |   |
| 1         |   | 1 |
|           | 1 |   |

| Livello 2 |   |   |   |   |
| 1         |   | 2 |   | 1 |
|           | 2 |   | 2 |   |
|           |   | 1 |   |   |

| Livello 3 |   |   |   |   |   |   |
| 1         |   | 3 |   | 3 |   | 1 |
|           | 3 |   | 6 |   | 3 |   |
|           |   | 3 |   | 3 |   |   |
|           |   |   | 1 |   |   |   |

| Livello 4 |   |   |    |    |    |   |   |   |
| 1         |   | 4 |    | 6  |    | 4 |   | 1 |
|           | 4 |   | 12 |    | 12 |   | 4 |   |
|           |   | 6 |    | 12 |    | 6 |   |   |
|           |   |   | 4  |    | 4  |   |   |   |
|           |   |   |    | 1  |    |   |   |   |

| Livello 5 |   |    |    |    |    |    |    |    |   |   |
| 1         |   | 5  |    | 10 |    | 10 |    | 5  |   | 1 |
|           | 5 |    | 20 |    | 30 |    | 20 |    | 5 |   |
|           |   | 10 |    | 30 |    | 30 |    | 10 |   |   |
|           |   |    | 10 |    | 20 |    | 10 |    |   |   |
|           |   |    |    | 5  |    | 5  |    |    |   |   |
|           |   |    |    |    | 1  |    |    |    |   |   |

I livelli della piramide sono stati disposti volutamente con la punta rivolta verso il basso; in tal modo si vuole evitare di confondere la loro struttura con quella del triangolo di Tartaglia.